# 相京正夫
相京 正夫（あいきょう まさお、1899年（明治32年）2月11日 - 1945年（昭和20年）10月23日）は、大日本帝国陸軍軍人。最終階級は陸軍少将（没後特進）。

## 経歴
愛知県出身。1920年（大正9年）5月に陸軍士官学校第32期卒業。同年12月に陸軍歩兵少尉に任官。1928年（昭和3年）陸軍大学校に入学し、1931年（昭和6年）同校第43期卒業。
歩兵から航空兵に転科し、1940年（昭和15年）10月、飛行第32戦隊長を経て、1941年（昭和16年）3月、陸軍航空兵大佐に進み、陸軍航空技術学校教官に任じられ、1944年（昭和19年）3月、ボルネオ燃料工廠長となった。終戦直後の1945年（昭和20年）10月23日、自決し、陸軍少将に特進した。